# Złodzieje zapalniczek
Złodzieje zapalniczek – czwarty studyjny album polskiego zespołu punkrockowego Pidżama Porno, wydany w 1997 roku przez wydawnictwo S.P. Records.
Materiał na płytę nagrywany był w Studiu CZAD, w Swarzędzu. W roku 2007 został nagrany i wydany ponownie. Do dwóch utworów "Ezoteryczny Poznań" i "Bal u senatora '93" powstały teledyski.

## Lista utworów

### Wydanie pierwsze
1. "Gnijąca modelka w taksówce"
2. "Ezoteryczny Poznań"
3. "28 (One Love)"
4. "Stąpając po niepewnym gruncie"
5. "Poznańskie dziewczęta"
6. "Xero z kota"
7. "Czas, czas, czas"
8. "Czekając na trzęsienie ziemi"
9. "Porządek panuje w Warszawie"
10. "Bal u senatora '93"
11. "Film o końcu świata"
12. "Nasze nogi są jak z gumy"

### Wydanie 2007
1. "Gnijąca modelka w taksówce"
2. "Ezoteryczny Poznań"
3. "28 (One Love)"
4. "Stąpając po niepewnym gruncie"
5. "Poznańskie dziewczęta"
6. "Xero z kota"
7. "Czas, czas, czas"
8. "Czekając na trzęsienie ziemi"
9. "Porządek panuje w Warszawie"
10. "Bal u senatora '93"
11. "Nasze nogi są jak z gumy"
12. "Wojna nie jest twoim stanem naturalnym" (bonus)
13. "Film o końcu świata (demo '95)" (bonus)
14. "Nasze nogi są jak z gumy (demo '95)" (bonus)
15. "Bal u senatora '93" (teledysk)
16. "Czekając na trzęsienie ziemi" (teledysk)

## Wykonawcy

### Wersja oryginalna
- Krzysztof „Grabaż” Grabowski – śpiew
- Andrzej „Kozak” Kozakiewicz – gitara elektryczna, chórki
- Sławek „Dziadek” Mizerkiewicz – gitara elektryczna, chórki
- Jacek „Kąkol” Kąkolewski – gitara basowa
- Rafał „Kuzyn” Piotrowiak – perkusja

oraz gościnnie
- Witek Niedziejko – saksofon (2)
- Tom „Wailer” Restis – trąbka (2)
- Jah Jah – głos (7)
- Leszek Ziółko – wiolonczela
- Mikołaj Wojtaszewski – efekty dźwiękowe

### Reedycja
- Julian „Julo” Piotrowiak – gitara basowa
- Tomasz „Tom Horn” Rożek – instrumenty klawiszowe
- Longin „Lo” Bartkowiak – gitara basowa (3)
- Jacek Kąkolewski – gitara basowa (13, 14)
- Arkadiusz Kwiatkowski – puzon (2)
- Krzysztof Krakuski – trąbka (2)
- Wojciech Kamiński – saksofon (2)